# Associazione Sportiva Roma 1956-1957
Questa voce raccoglie le informazioni riguardanti l'Associazione Sportiva Roma nelle competizioni ufficiali della stagione 1956-1957.

## Stagione
Nonostante dei piazzamenti abbastanza buoni conseguiti dopo il ritorno nella massima serie, una campagna acquisti sbagliata riporta in questa stagione la Roma nelle zone basse della classifica con un quattordicesimo posto. L'allenatore viene sostituito alla trentesima giornata con Guido Masetti, tornato per la terza volta alla guida della panchina giallorossa. Unica consolazione per la Roma il titolo di capocannoniere della Serie A per Dino Da Costa con 22 reti.

## Divise

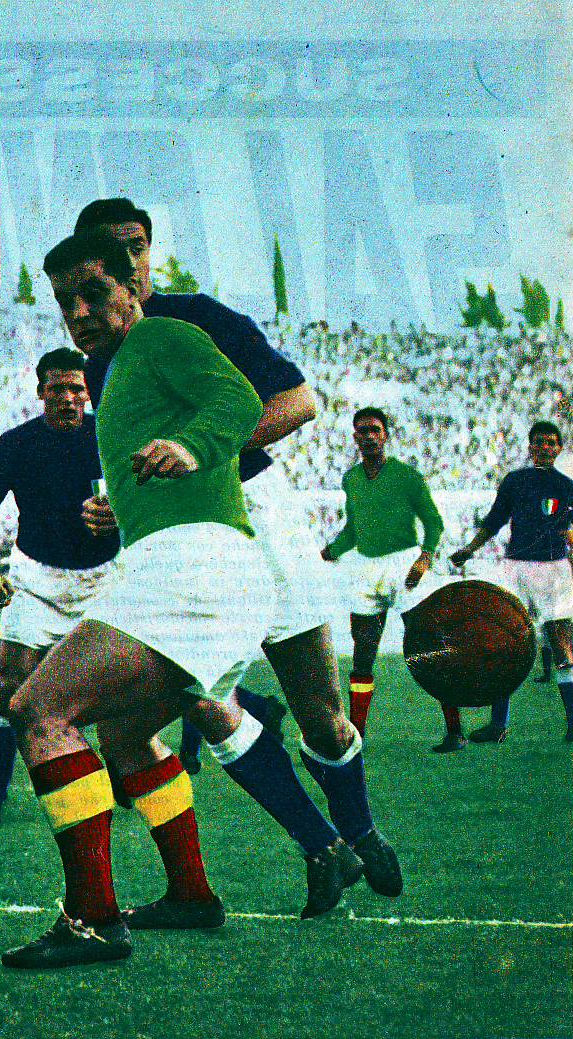
Il neoacquisto Gunnar Nordahl in azione con la terza maglia verde

La divisa primaria è costituita da maglia rossa con colletto a V giallo, pantaloncini bianchi, calze rosse bordate di giallo; in trasferta viene usata una maglia bianca con banda giallorossa tra torace e addome, pantaloncini bianchi e calzettoni bianchi bordati di giallorosso. Viene usata in alcune occasioni un'altra divisa nelle trasferte, costituita da maglia verde con colletto e bordi manica giallorossi, pantaloncini bianchi e calze rosse bordate di giallo. I portieri hanno due divise, una costituita da maglia grigia con colletto a polo giallorosso, pantaloncini neri e calze rosse bordate di giallo, l'altra con maglia con colletto a girocollo giallorosso e gli stessi abbinamenti.
| Casa | Trasferta | Terza divisa | Portiere |

## Organigramma societario
Di seguito l'organigramma societario.
Area direttiva
- Presidente: Renato Sacerdoti

Area tecnica
- Allenatore: György Sárosi, poi dalla 30ª Guido Masetti

## Rosa
Di seguito la rosa.
| N. |                   | Ruolo | Calciatore        |
| -- | ----------------- | ----- | ----------------- |
|    | Italia (bandiera) | P     | Luciano Panetti   |
|    | Italia (bandiera) | P     | Luciano Tessari   |
|    | Italia (bandiera) | D     | Amos Cardarelli   |
|    | Italia (bandiera) | D     | Ennio Cardoni     |
|    | Italia (bandiera) | D     | Giacomo Losi      |
|    | Italia (bandiera) | D     | Giosuè Stucchi    |
|    | Italia (bandiera) | C     | Ermanno Alloni    |
|    | Italia (bandiera) | C     | Giorgio Barbolini |
|    | Italia (bandiera) | C     | Luigi Giuliano    |

| N. |                    | Ruolo | Calciatore                 |
| -- | ------------------ | ----- | -------------------------- |
|    | Italia (bandiera)  | C     | Egidio Guarnacci           |
|    | Italia (bandiera)  | C     | Antonio Marcellini         |
|    | Italia (bandiera)  | C     | Paolo Pestrin              |
|    | Italia (bandiera)  | C     | Romano Pontrelli           |
|    | Italia (bandiera)  | C     | Arcadio Venturi (capitano) |
|    | Brasile (bandiera) | A     | Dino da Costa              |
|    | Uruguay (bandiera) | A     | Alcides Ghiggia            |
|    | Italia (bandiera)  | A     | Severino Lojodice          |
|    | Svezia (bandiera)  | A     | Gunnar Nordahl             |

## Calciomercato
Di seguito il calciomercato.
| Acquisti | Acquisti          | Acquisti       | Acquisti      |
| R.       | Nome              | da             | Modalità      |
| -------- | ----------------- | -------------- | ------------- |
| D        | Ennio Cardoni     | Genoa          | definitivo    |
| C        | Ermanno Alloni    | Cremonese      | definitivo    |
| C        | Giorgio Barbolini | Modena         | definitivo    |
| C        | Egidio Guarnacci  | BPD Colleferro | fine prestito |
| C        | Paolo Pestrin     | Genoa          | definitivo    |
| A        | Severino Lojodice | Monza          | definitivo    |
| A        | Gunnar Nordahl    | Milan          | definitivo    |

| Cessioni | Cessioni          | Cessioni       | Cessioni              |
| R.       | Nome              | a              | Modalità              |
| -------- | ----------------- | -------------- | --------------------- |
| P        | Gabriele De Toni  | Cagliari       | definitivo            |
| P        | Alberto Eliani    | BPD Colleferro | definitivo            |
| C        | Piero Betello     | Palermo        | prestito              |
| C        | Piero Biagini     | Novara         | prestito              |
| C        | Raoul Bortoletto  | Cagliari       | definitivo            |
| C        | Armando Cavazzuti | Cagliari       | prestito              |
| C        | Egisto Pandolfini | Inter          | definitivo            |
| A        | Carlo Galli       | Milan          | definitivo (40 mln £) |
| C        | István Nyers      | Barcellona     | definitivo            |
| C        | Adelmo Prenna     | SPAL           | definitivo            |

## Risultati

### Serie A

#### Girone di andata
| Arbitro: | Bonetto (Torino) |

|                 |           |             |
| Carapellese 17’ | Marcatori | 24’ Nordahl |

| Arbitro: | Rigato (Mestre) |

|                          |           |             |
| Ghiggia 39’ Lojodice 51’ | Marcatori | 39’ Lonardi |

| Arbitro: | Grill |

|                      |           |                          |
| Secchi 19’ Sassi 78’ | Marcatori | 34’ Ghiggia 35’ Lojodice |

| Arbitro: | Grillo (Napoli) |

|                   |           |                        |
| da Costa 24’, 49’ | Marcatori | 20’ Moro 22’ Chiumento |

| Arbitro: | Grill |

|  |           |                               |
|  | Marcatori | 34’, 66’ da Costa 58’ Pestrin |

| Arbitro: | Lo Bello (Siracusa) |

|  |           |                        |
|  | Marcatori | 19’ Ricagni 86’ Tacchi |

| Arbitro: | Liverani (Torino) |

|            |           |               |
| Petris 78’ | Marcatori | 50’ Barbolini |

| Arbitro: | Bonetto (Torino) |

|  |           |                  |
|  | Marcatori | 25’, 83’ Julinho |

| Arbitro: | Liverani (Torino) |

|                                |           |                                |
| Pandolfini 51’ Massei 63’, 78’ | Marcatori | 68’ (rig.) Venturi 83’ Nordahl |

| Arbitro: | Perego (Milano) |

|                                                        |           |                    |
| Giuliano 25’ Pestrin 38’ da Costa 53’ Nordahl 56’, 59’ | Marcatori | 44’ (rig.) Sandell |

| Arbitro: | Kainer |

|                                                |           |            |
| da Costa 10’, 79’ Ghiggia 16’, 69’ Nordahl 39’ | Marcatori | 81’ Ronzon |

| Arbitro: | Bonetto (Torino) |

|             |           |  |
| Campana 84’ | Marcatori |  |

| Arbitro: | Seipelt |

|              |           |                             |
| da Costa 72’ | Marcatori | 13’ Vitali 56’, 74’ Vinício |

| Arbitro: | Piemonte (Monfalcone) |

|             |           |                   |
| Colombo 74’ | Marcatori | 39’, 40’ da Costa |

| Roma 13 gennaio 1957, ore 14:30 15ª giornata | Roma             | 0 – 0 referto | Milan | Stadio Olimpico di Roma (55.000 circa spett.)\| Arbitro: \| Bonetto (Torino) \| |
| Arbitro:                                     | Bonetto (Torino) |               |       |                                                                                 |

| Arbitro: | Marchese (Napoli) |

|                     |           |  |
| Angeleri 19’ (aut.) | Marcatori |  |

| Arbitro: | Piemonte (Monfalcone) |

|               |           |  |
| Pivatelli 19’ | Marcatori |  |

#### Girone di ritorno
| Arbitro: | Campanati (Milano) |

|              |           |            |
| da Costa 39’ | Marcatori | 42’ Frizzi |

| Arbitro: | Corallo (Lecce) |

|              |           |  |
| Passarin 22’ | Marcatori |  |

| Arbitro: | Annoscia (Bari) |

|                                                                    |           |               |
| Venturi 42’ (rig.) Lojodice 65’ Nordahl 69’, 70’ da Costa 87’, 88’ | Marcatori | 26’ Fontanesi |

| Arbitro: | Lo Bello (Siracusa) |

|  |           |             |
|  | Marcatori | 80’ Pestrin |

| Arbitro: | Kainer |

|                   |           |                                 |
| da Costa 35’, 49’ | Marcatori | 22’ (rig.) Vivolo 81’ Selmosson |

| Arbitro: | Rigato (Mestre) |

|             |           |  |
| Jeppson 26’ | Marcatori |  |

| Arbitro: | Corallo (Lecce) |

|                              |           |                   |
| Nordahl 8’, 57’ da Costa 33’ | Marcatori | 25’ Rino Ferrario |

| Arbitro: | Pieri (Trieste) |

|                   |           |                  |
| Montuori 55’, 86’ | Marcatori | 32’, 76’ Nordahl |

| Roma 31 marzo 1957, ore 15:30 26ª giornata | Roma   | 0 – 0 referto | Inter | Stadio Olimpico di Roma (55.000 circa spett.)\| Arbitro: \| Pribyl \| |
| Arbitro:                                   | Pribyl |               |       |                                                                       |

| Arbitro: | Righi (Milano) |

|          |           |                       |
| Villa 7’ | Marcatori | 25’ (aut.) Di Giacomo |

| Arbitro: | Menchini (Udine) |

|             |           |  |
| Firmani 76’ | Marcatori |  |

| Arbitro: | Corallo (Lecce) |

|                         |           |                                 |
| da Costa 5’ Nordahl 42’ | Marcatori | 15’ (rig.) Manente 68’ Aronsson |

| Arbitro: | Pieri (Trieste) |

|             |           |                   |
| Brugola 36’ | Marcatori | 62’, 64’ da Costa |

| Arbitro: | Guarnaschelli (Pavia) |

|                         |           |                                    |
| da Costa 2’ Nordahl 29’ | Marcatori | 15’ Colombo 59’ Montico 69’ Hamrin |

| Arbitro: | Menchini (Udine) |

|                                          |           |              |
| Bean 29’ Liedholm 43’ (rig.) Maldini 70’ | Marcatori | 23’ da Costa |

| Arbitro: | Bonetto (Torino) |

|                                                    |           |               |
| Annovazzi 16’ Bassetto 28’ Lenuzza 79’ Gentili 88’ | Marcatori | 39’ Guarnacci |

| Arbitro: | Grignani (Milano) |

|                            |           |                             |
| Barbolini 11’ da Costa 44’ | Marcatori | 25’, 45’ Pozzan 52’ Bonafin |

## Statistiche

### Statistiche di squadra
Di seguito le statistiche di squadra.
| Competizione | Punti | In casa | In casa | In casa | In casa | In casa | In casa | In trasferta | In trasferta | In trasferta | In trasferta | In trasferta | In trasferta | Totale | Totale | Totale | Totale | Totale | Totale | DR |
| Competizione | Punti | G       | V       | N       | P       | Gf      | Gs      | G            | V            | N            | P            | Gf           | Gs           | G      | V      | N      | P      | Gf     | Gs     | DR |
| ------------ | ----- | ------- | ------- | ------- | ------- | ------- | ------- | ------------ | ------------ | ------------ | ------------ | ------------ | ------------ | ------ | ------ | ------ | ------ | ------ | ------ | -- |
| Serie A      | 31    | 17      | 6       | 6       | 5       | 34      | 25      | 17           | 4            | 5            | 8            | 19           | 24           | 34     | 10     | 11     | 13     | 53     | 49     | +4 |
| Totale       | -     | 17      | 6       | 6       | 5       | 34      | 25      | 17           | 4            | 5            | 8            | 19           | 24           | 34     | 10     | 11     | 13     | 53     | 49     | +4 |

### Andamento in campionato
Fonte:
| Giornata  | 1 | 2 | 3 | 4 | 5 | 6 | 7 | 8 | 9  | 10 | 11 | 12 | 13 | 14 | 15 | 16 | 17 | 18 | 19 | 20 | 21 | 22 | 23 | 24 | 25 | 26 | 27 | 28 | 29 | 30 | 31 | 32 | 33 | 34 |
| --------- | - | - | - | - | - | - | - | - | -- | -- | -- | -- | -- | -- | -- | -- | -- | -- | -- | -- | -- | -- | -- | -- | -- | -- | -- | -- | -- | -- | -- | -- | -- | -- |
| Luogo     | T | C | T | C | T | C | T | C | T  | C  | C  | T  | C  | T  | C  | C  | T  | C  | T  | C  | T  | C  | T  | C  | T  | C  | T  | T  | C  | T  | C  | T  | T  | C  |
| Risultato | N | V | N | N | V | P | N | P | P  | V  | V  | P  | P  | V  | N  | V  | P  | N  | P  | V  | V  | N  | P  | V  | N  | N  | N  | P  | N  | V  | P  | P  | P  | P  |
| Posizione | 8 | 5 | 5 | 5 | 3 | 4 | 4 | 9 | 10 | 6  | 4  | 7  | 10 | 8  | 8  | 6  | 8  | 8  | 8  | 8  | 6  | 6  | 7  | 7  | 7  | 6  | 7  | 8  | 8  | 6  | 7  | 8  | 12 | 14 |

Legenda:

Luogo: C = Casa; T = Trasferta. Risultato: V = Vittoria; N = Pareggio; P = Sconfitta.

### Statistiche dei giocatori
Desunte dai tabellini del Corriere dello Sport.
| Giocatore     | Serie A  | Serie A |
| Giocatore     | Presenze | Reti    |
| ------------- | -------- | ------- |
| L. Panetti    | 16       | -29     |
| L. Tessari    | 18       | -20     |
| A. Cardarelli | 19       | 0       |
| E. Cardoni    | 23       | 0       |
| G. Losi       | 30       | 0       |
| G. Stucchi    | 33       | 0       |
| E. Alloni     | 2        | 0       |
| G. Barbolini  | 17       | 2       |
| L. Giuliano   | 26       | 1       |
| E. Guarnacci  | 7        | 1       |
| A. Marcellini | 5        | 0       |
| P. Pestrin    | 32       | 3       |
| R. Pontrelli  | 1        | 0       |
| A. Venturi    | 27       | 2       |
| D. da Costa   | 33       | 22      |
| A. Ghiggia    | 27       | 4       |
| S. Lojodice   | 28       | 3       |
| G. Nordahl    | 30       | 13      |

## Giovanili

### Piazzamenti
- Primavera: 
  - Torneo di Viareggio: 2º posto

### Videografia
- Manuela Romano (a cura di), La storia della A.S. Roma (10 DVD-Video), Corriere dello Sport, Rai Trade, 2006.